# WTA Bangkok
Das WTA Bangkok (offiziell: PTT Bangkok Open) war ein Damen-Tennisturnier der WTA Tour, das in der thailändischen Hauptstadt Bangkok ausgetragen wurde. 

## Siegerliste

### Einzel
| Jahr | Siegerin         | Finalgegnerin       | Ergebnis       |
| ---- | ---------------- | ------------------- | -------------- |
| 2005 | Nicole Vaidišová | Nadja Petrowa       | 6:1, 6:75, 7:5 |
| 2006 | Vania King       | Tamarine Tanasugarn | 2:6, 6:4, 6:4  |
| 2007 | Flavia Pennetta  | Latisha Chan        | 6:1, 6:3       |

### Doppel
| Jahr | Siegerinnen                 | Finalgegnerinnen                         | Ergebnis      |
| ---- | --------------------------- | ---------------------------------------- | ------------- |
| 2005 | Shinobu Asagoe Gisela Dulko | Conchita Martínez Virginia Ruano Pascual | 6:1, 7:5      |
| 2006 | Vania King Jelena Kostanić  | Mariana Díaz-Oliva Natalie Grandin       | 7:5, 2:6, 7:5 |
| 2007 | Sun Tiantian Yan Zi         | Ayumi Morita Junri Namigata              | walk-over     |